# جام باشگاه‌های جهان کوچک ۱۹۷۰
جام باشگاه‌های جهان کوچک ۱۹۷۰ که از سال ۱۹۶۳، آن را جام کاراکاس می‌نامند، دوازدهمین دوره از مسابقات جام باشگاه‌های جهان کوچک بود که در کاراکاس بین تیم‌های چلسی، وردربرمن، ویتوریا ستوبال و سانتوس برگزار شد.

## شرکت کنندگان
| تیم            |
| -------------- |
| چلسی           |
| ویتوریا ستوبال |
| وردربرمن       |
| سانتوس         |

## بازی‌ها
| ویتوریا ستوبال       | ۳–۱ | سانتوس  |
| -------------------- | --- | ------- |
| تام · لیما · گوئریرو |     | تورکائو |

وقایع: هنگامی که تیم سانتوس به استادیوم رسید، تظاهراتی از سوی تماشاگران علیه مشارکت سربازان آمریکایی برگزار شد و با ورود ارتش برای «شکاف»، شورش تنها بدتر شد. بازیکنان راموس دلگادو و داگلاس و مدیرعامل تیم، ژنرال عثمان دچار مصدومیت جزئی شدند.
| ویتوریا ستوبال | ۲–۰ | چلسی |
| -------------- | --- | ---- |
|                |     |      |

| ویتوریا ستوبال | ۱–۲ | وردربرمن |
| -------------- | --- | -------- |
|                |     |          |

| سانتوس                                              | ۴–۱ | چلسی    |
| --------------------------------------------------- | --- | ------- |
| لئو اولیویرا ۵' · داگلاس ۷' · دیوی ۶۲' · پیتیکو ۸۱' |     | ولر ۷۲' |

## جدول نهایی
| تیم            | امتیاز | بازی | برد | تساوی | باخت | گل زده | گل خورده | تفاضل |
| -------------- | ------ | ---- | --- | ----- | ---- | ------ | -------- | ----- |
| ویتوریا ستوبال | ۴      | ۳    | ۲   | ۰     | ۱    | ۶      | ۳        | ۳     |
| وردربرمن       | ۲      | ۱    | ۱   | ۰     | ۰    | ۲      | ۱        | ۱     |
| سانتوس         | ۲      | ۲    | ۱   | ۰     | ۱    | ۵      | ۴        | ۱     |
| چلسی           | ۰      | ۲    | ۰   | ۰     | ۲    | ۱      | ۶        | -۵    |

## قهرمان
| قهرمان جام باشگاه‌های جهان کوچک ۱۹۷۰ |
| ----------------------------------- |
| ویتوریا ستوبال                      |
| اولین قهرمانی                       |